# Пейман Б'ябані
Пейман Б'ябані (англ. Peiman Biabani, перс. پیمان بیابانی; нар. 4 листопада 1996, Тегеран) — іранський та канадський борець вільного стилю, разовий срібний та разовий бронзовий призер чемпіонатів світу, разовий срібний та разовий бронзовий призер Панамериканських чемпіонатів, разовий срібний та разовий бронзовий призер Панамериканських ігор, разовий срібний та разовий бронзовий призер Кубків світу, учасник Олімпійських ігор.

## Життєпис
Б'ябані виграв юніорський чемпіонат Азії в 2015 році, лише через три роки після того, як почав займатися боротьбою. У 2016 році він став чемпіоном світу серед юніорів у ваговій категорії до 60 кг.
Щоб продовжити свій розвиток, Б'ябані відвідував спеціальну спортивну академію, яка дозволяла йому тренуватися повний робочий день 15 днів із 20, одночасно здобуваючи освіту. Усі його витрати були оплачені, як і його поїздки на змагання в такі країни, як Болгарія, Україна, Росія та Грузія.
Але коли рішення Федерації боротьби Ірану стали на заваді подальшому просуванню Б'ябані, він зрозумів, що настав час змін. Випадкова розмова під час зустрічі в Сибіру з тренером клубу «Burnaby Mountain» Дейвом Маккеєм спрямувала Б'ябані до Канади. Він поспілкувався з родиною, яка дала своє благословення. Керівний орган боротьби в Ірані також погодився на цей крок. Потім спалахнула пандемія COVID. Б'ябані був змушений залишитися в Ірані ще один рік, тренуючись, але рідко беручи участь у таких важливих змаганнях, як чемпіонат світу 2021 року. Тим часом у Канаді Маккей працював над оформленням документів, які дозволили б іранцю жити, тренуватися та змагатися в обраному ним місці. Коли молодий спортсмен прибув до Канади за гостьовою візою наприкінці 2021 року, він не знав англійської, не мав статусу, щоб змагатися за свою нову країну, не мав фінансування, щоб утримувати себе. Тренер знайшов для нього сім'ю в Енморі, де він міг би жити. Щоб прогодувати себе та оплатити свої витрати, щоб потрапити на змагання, борець брався за підробітки, такі як настил підлоги та будівництво.
У жовтні 2023 року Б'ябані отримав постійне місце проживання, а в січні він нарешті домігся міжнародного трансферу, який дозволяє йому виступати за Канаду. Він одразу виграв срібну медаль на Панамериканському чемпіонаті у 2024 році, але отримав травму безпосередньо перед фіналом, тому не зміг поборотися за золото. У квітні того ж року він виграв національний чемпіонат Канади у своїй ваговій категорії в Оттаві.
Але поки Б'ябані не стане повноправним громадянином, йому не дозволено боротися за Канаду на олімпійських змаганнях, тому він не взяв участь в Олімпійських іграх 2024 року. Він також ще не має права на повну фінансову підтримку від уряду Канади.
Виступає за борцівський клуб «Burnaby Mountain» Бернабі. Мешкає в Енморі.

## Спортивні результати на міжнародних змаганнях

### Виступи на Чемпіонатах світу
| Змагання                        | Збірна | Вагова категорія          | Місце |
| ------------------------------- | ------ | ------------------------- | ----- |
| Чемпіонат світу з боротьби 2024 | Канада | вільна боротьба, до 70 кг | 16    |

### Виступи на Чемпіонатах Азії
| Змагання                       | Збірна | Вагова категорія          | Місце  |
| ------------------------------ | ------ | ------------------------- | ------ |
| Чемпіонат Азії з боротьби 2019 | Іран   | вільна боротьба, до 65 кг | Бронза |

### Виступи на Панамериканських чемпіонатах
| Змагання                                   | Збірна | Вагова категорія          | Місце  |
| ------------------------------------------ | ------ | ------------------------- | ------ |
| Панамериканський чемпіонат з боротьби 2024 | Канада | вільна боротьба, до 70 кг | Срібло |

### Виступи на Чемпіонатах світу серед військовослужбовців
| Змагання                                                  | Збірна | Вагова категорія          | Місце |
| --------------------------------------------------------- | ------ | ------------------------- | ----- |
| Чемпіонат світу з боротьби серед військовослужбовців 2018 | Іран   | вільна боротьба, до 65 кг | 5     |

### Виступи на інших змаганнях
| Змагання                                     | Збірна | Вагова категорія                  | Місце  |
| -------------------------------------------- | ------ | --------------------------------- | ------ |
| Турнір Дана Колова — Николи Петрова 2016     | Іран   | вільна боротьба, до 61 кг         | Золото |
| Beat the Streets 2016                        | Іран   | Multiple Style Event, до JLL60 кг | Срібло |
| Київський Міжнародний турнір з боротьби 2017 | Іран   | вільна боротьба, до 61 кг         | Бронза |
| Київський Міжнародний турнір з боротьби 2018 | Іран   | вільна боротьба, до 65 кг         | 18     |
| Турнір Дмитра Коркіна 2018                   | Іран   | вільна боротьба, до 65 кг         | 9      |
| Кубок Алроси 2018                            | Іран   | команда                           | Золото |
| Кубок Тахті 2019                             | Іран   | вільна боротьба, до 65 кг         | 5      |
| Турнір Г. Картозія і В. Балавадзе 2019       | Іран   | вільна боротьба, до 65 кг         | Срібло |
| Турнір Степана Саргісяна 2023                | Іран   | вільна боротьба, до 65 кг         | Бронза |
| Гран-прі Франції Анрі Деглана 2024           | Канада | вільна боротьба, до 65 кг         | Бронза |
| Гран-прі Іспанії з боротьби 2024             | Канада | вільна боротьба, до 65 кг         | Срібло |
| Гран-прі Франції Анрі Деглана 2025           | Канада | вільна боротьба, до 65 кг         | Бронза |

### Виступи на змаганнях молодших вікових груп
| Змагання                                      | Збірна | Вагова категорія          | Місце  |
| --------------------------------------------- | ------ | ------------------------- | ------ |
| Чемпіонат Азії з боротьби серед юніорів 2015  | Іран   | вільна боротьба, до 60 кг | Золото |
| Чемпіонат світу з боротьби серед юніорів 2016 | Іран   | вільна боротьба, до 60 кг | Золото |